# Gérard Revol
Pour les articles homonymes, voir Revol.
Gérard Revol, né le 9 avril 1937 à Fontaine, est un homme politique français.

## Biographie
Ingénieur de profession, il est élu à l'Assemblée nationale le 1er juin 1997 avec comme suppléant Alain Taisseire. Il siège au sein du PS. Il est membre de la commission de la production et des échanges. Candidat aux élections législatives de 2002, il perd au second tour face à Jean-Marc Roubaud dans le cadre d'une triangulaire avec François Bonnieux. Il ne se représente pas aux élections législatives de 2007.

## Synthèse des mandats
Mandats nationaux :
- Député de 1997 à 2002.

Mandats locaux :
- Maire de Bagnols-sur-Cèze de 1995 à 2001.